# Melanolophia rima
Melanolophia rima là một loài bướm đêm trong họ Geometridae.